# Вахидов, Эркин Вахидович
Эркин Вахидович Вахидов (узб. Erkin Vohidovich Vohidov; 28 декабря 1936, Алтыарыкский район, Ферганская область — 30 мая 2016, Ташкент) — узбекский советский поэт, драматург, общественный и государственный деятель, Герой Узбекистана (1999), народный поэт Узбекской ССР (1987), лауреат Государственной премии Узбекской ССР им. Хамзы (1983).

## Биография
Эркин Вахидов родился в Алтыарыкском районе Ферганской области в семье учителя. В 1960 году окончил филологический факультет Ташкентского государственного университета. После окончания университета, работал редактором (1960—1963) и главным редактором (1975—1982) издательства «Ёш гвардия»; редактором, главным редактором (1963—1970) и директором (1985—1987) издательства литературы и искусства им. Гафура Гуляма; с 1982 по 1985 годы был первым главным редактором журнала «Ёшлик».
С 1990 года занимался общественно-политической деятельностью, в разное время занимал должности: председателя Комитета Верховного Совета Узбекистана по вопросам гласности (1990—1995),
председателя Комитета по международным делам и межпарламентским связям Олий Мажлиса (1995—2005), председателя Комитета Сената по вопросам науки, образования, культуры и спорта (2005—2009).
В 1999 году Вахидову было присвоено звание Героя Узбекистана.
Эркин Вахидов скончался 30 мая 2016 года в Ташкенте, похоронен на Чигатайском кладбище.

## Творчество
Первые стихи Эркин Вахидов написал ещё будучи школьником. Первый сборник стихотворений Вахидова «Дыхание зари» был опубликован в 1961 году. Последующие сборники поэта выходят практически ежегодно — «Вам мои песни» (1962), «Сердце и разум» (1963), «Моя звезда» (1964), «Отзвук» (1965), «Лирика» (1966), «Диван молодости» (1969), «Светоч» (1970), «Нынешняя молодёжь» (1971).
Поэт Роберт Рождественский высоко оценил творчество Вахидова и так отзывался о его произведениях:
Мне пришлась по душе его искренняя и жёсткая поэма «Сон земли», понравилась многослойная и многоголосая поэма «Восстание бессмертных» - о бенгальском поэте Назруле Исламе. Здесь авторский голос демонстрирует все свои возможности и все регистры - от шёпота до крика...
Пробовал себя в разных жанрах — эпическом, публицистическом, однако больше всего тяготел к песенному. Многие стихотворения Вахидова стали известны как песни, в исполнении узбекских певцов. Позднее творчество поэта заметно отличается от его ранних произведений, он освобождается от присущего ему ранее лаконизма и отрывистости в сторону более плавных интонаций. В этот период вышли поэтические сборники «Любовь» (1976), «Живые планеты» (1978), «Восточный берег» (1982), «Послание потомкам» (1983), «Бессонница» (1985), «Страдания» (1991), «Лучше горькая правда» (1992).
Авторству Вахидова принадлежат поэмы «Сон земли», «Поэма, написанная в палатке», «Преданность», «Восстание бессмертных», «Завоеватель и брадобрей», пьесы «Золотая стена», «Истамбульская трагедия», «Второй талисман».
Перевёл на узбекский язык «Фауста» Гёте, стихотворения С. Есенина, А. Твардовского, М. Икбала, Р. Гамзатова, Г. Эминс и многих других поэтов.

## Награды и премии
- Герой Узбекистана (25.08.1999)[7]
- Орден «Буюк хизматлари учун» (30.11.1999)[8]
- Орден «Дустлик» (25.08.1999)[9]
- Народный поэт Узбекской ССР (1999)
- Лауреат Государственной премии Узбекской ССР им. Хамзы (1999)[10]